# Templo Padre Jesús de Nazaret (Las Mirandillas)

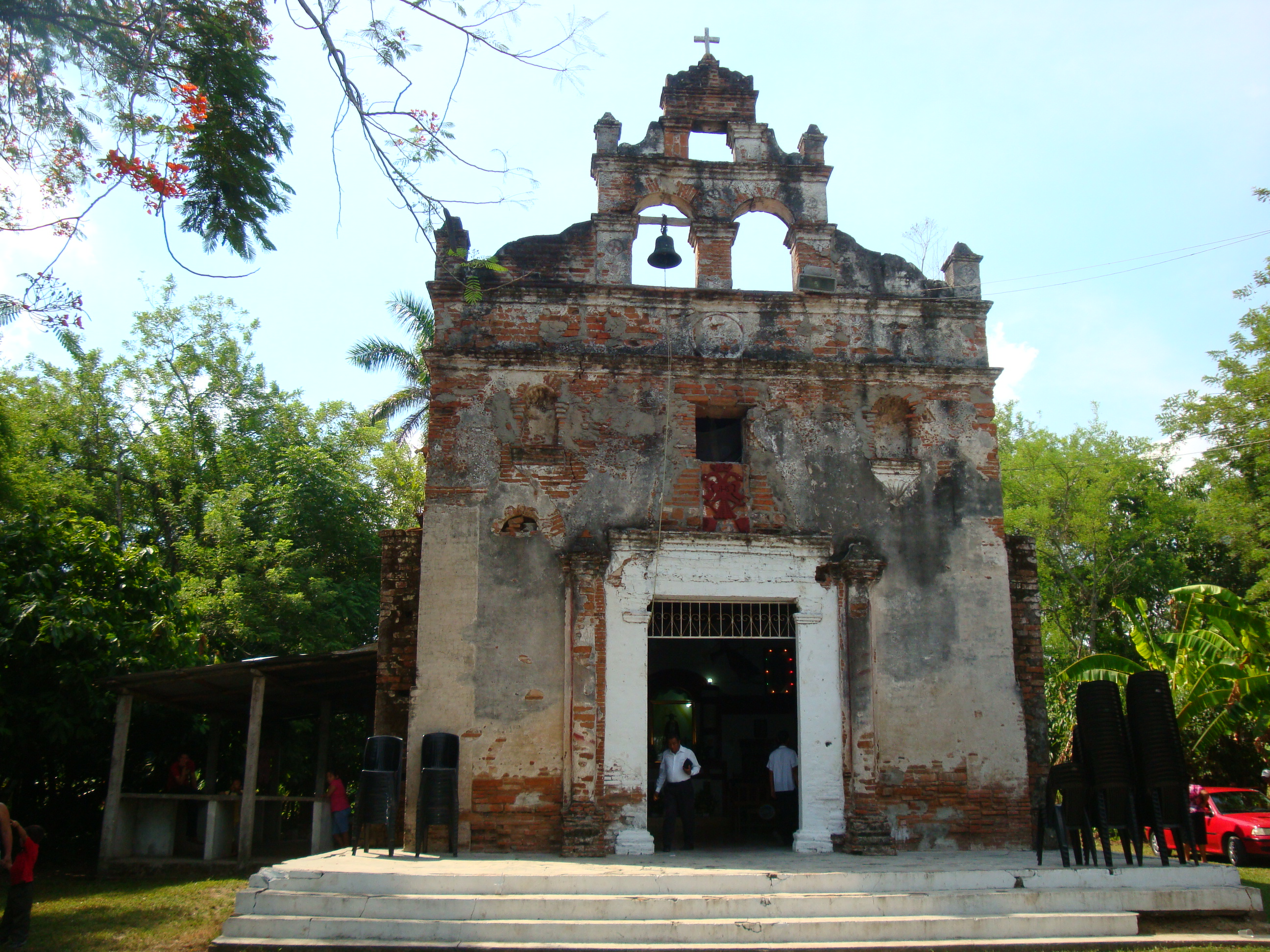
Fachada de la Iglesia.

El Templo Padre Jesús de Nazaret o Cristo Rey, conocido popularmente como Iglesia “Las Mirandillas”, es un templo católico que se localiza en el municipio de Cunduacán, en el estado de Tabasco, México. Es el segundo templo católico más antiguo del estado de Tabasco, después de la Iglesia de Nuestra Señora de la Asunción (Tacotalpa), ya que su construcción data de 1724. 
Actualmente este importante monumento histórico está catalogado oficialmente por el Instituto Nacional de Antropología e Historia (INAH), como patrimonio histórico y cultural de la nación.

## Historia
La Iglesia de "Las Mirandillas" fue edificada en 1724, y su construcción se atribuye a los Padres de la “Orden Franciscana”, aunque en algunos textos se menciona también a miembros de la Compañía de Jesus. Se encuentra localizada en una fracción de lo que fuera la finca de "San Antonio", propiedad de la familia del Presbítero Jose Eduardo de Cárdenas y Romero, esta familia había donado el terreno a para la construcción de la ermita. 
Don Roberto Cárdenas y Breña heredó la finca de sus padres en el año de 1748, cuando ya la iglesia había sido construida por los misioneros. La familia Cárdenas tenía muchos trabajadores en las 400 "caballerías" que formaban la propiedad, y dominicalmente se reunían en este templo para celebrar la misa ante el Santo Patrono San Antonio.
Años más tarde, Don Roberto Cárdenas y su familia decidieron emigrar a otro predio llamado Los Naranjos, llevando consigo la imagen de San Antonio, por lo que vendió una parte de la propiedad que incluía a la iglesia, a la señora Josefina Piedra. Doña Josefina a su vez repartió la finca entre sus hijos, naciendo así las comunidades de la Piedra, primera, segunda, tercera y cuarta sección, y quedándose ella a vivir en la casa grande, junto a la iglesia, y al darse cuenta de la ausencia del santo patrono, San Antonio, llamó a la iglesia Jesús de Nazaret, debido a que era la única imagen existente en el templo.
A partir de esa época la asistencia a la iglesia disminuyó notablemente, por lo que la falta de uso y mantenimiento originaron un periodo de decadencia en la estructura del templo. Posteriormente, Doña Josefina vendió su propiedad a Don Carmen Ruiz y este a su vez, pasó los poderes a Don Francisco Sáuz.
Durante el gobierno de Tomás Garrido Canabal, entre 1919 y 1934 se inició en el estado una campaña antirreligiosa en la cual se destruían imágenes religiosas ubicadas en templos y casas particulares. Durante ese tiempo, muchas iglesias y templos fueron cerrados y convertidos en escuelas "racionalistas", caballerizas o cuarteles militares, y muchos otros fueron quemados y destruidos. La Iglesia de Las Mirandillas se salvó de ser demolida, ya que al no poderla destruir los seguidores de Garrido, quemaron la imagen de Cristo Rey de casi 150 años de atiguedad, y optaron por convertir el templo en un centro educativo.
Al transcurrir de los años don Óscar Gómez Sáuz heredó la finca de su abuelo materno y al percatarse de que el templo se encontraba abandonado, ordenó a sus trabajadores desenmontar y limpiar el área de la iglesia, reiniciándose la celebración de misas y rezos, pero como no había ninguna imagen ni patrono, adquirieron una réplica de Corpus Christi, iniciándose el renacimiento de la iglesia de "Las Mirandillas" o "Sitio Grande".
El nombre popular de "Las Mirandillas" lo toma de un puente cercano de palo de jaguacte al que le decían “Barandillas” del cual derivó su designación.

## Arquitectura
Este centro religioso se caracteriza por tener un atrio amplio de 80 metros cuadrados, hasta la puerta principal. En la fachada se observa un relieve tipo barroco, luciendo arriba de la puerta un relieve de la insignia de la Corona imperial española y en la parte superior del templo, tiene un relieve en donde se aprecia la fecha de construcción “Año de 1724”. También es posible apreciar en su dintel, un monograma de Jesús, decorado con elementos vegetales.
La fachada principal es de un solo cuerpo donde se encuentra la puerta de entrada, protegida por un portón de madera, de varios centímetros de grosor y de dos metros y medio de altura, así como por una reja que cuenta con un marco adintelado, y está flanqueado por columnas de fuste liso y capitel dórico, rematadas en pináculos, y que se encuentran adosadas a la pared de la fachada, sobre el marco de la puerta, se aprecia en relieve, la insignia de la Corona Imperial española, y arriba de este, se localiza una ventana coral con dos nichos a ambos lados, que ostentan peana y venera.
El remate de la fachada, lo constituye una espaldaña en forma piramidal de bordes mixtilíneos, en la que se localizan cuatro pináculos, y en la parte más alta de la fachada, se observa un pedestal con una cruz. La espaldaña presenta tres vanos en forma de arco, usados como campanarios, dos se encuentran en un primer nivel, y otro en la parte superior al centro. En la unión formada por los arcos de los dos campanarios inferiores destaca la inscripción “Año de 1724”.

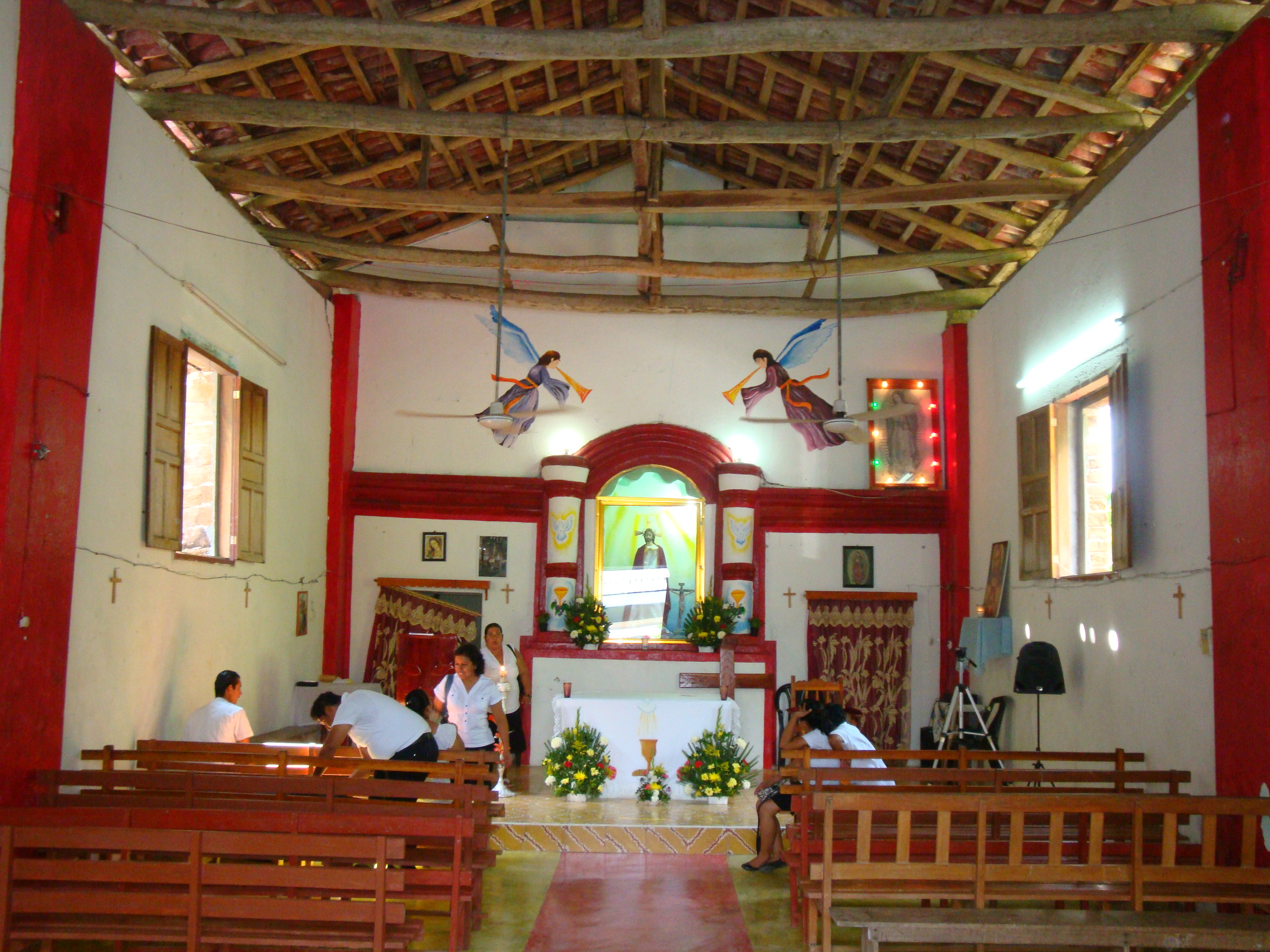
Interior de la iglesia de Las Mirandillas

El interior es sobrio y austero, las paredes están terminadas con un aplanado rústico y pintadas de color blanco con vivos rojos, en ellas se observan a cada lado dos ventanales pequeños protegidos solo por madera rústica. En el Atrio se observa un nicho flanqueado por dos columnas adosadas a la pared y unidas por un arco. El nicho está protegido con cristal en donde se encuentra una imagen del Cristo Rey. En la parte superior se observa una pintura con dos ángeles con trompetas. También se observa un cuadro con la imagen de la Virgen de Guadalupe. 
El techo está formado por vigas de madera rústica, que sostienen tejas de barro de origen francés.

## Como llegar
Está ubicada a 40 km de la ciudad de Villahermosa, en la ranchería La Piedra primera sección del municipio de Cunduacán, a 5 kilómetros, exactamente, de la cabecera municipal, por la carretera que conduce a la Ranchería Río Seco, entrando por la comunidad de Huacapa y Amestoy.